# Saint-Aigny
 Saint-Aigny  es una población y comuna francesa, en la región de  Centro, departamento de Indre, en el distrito de Le Blanc y cantón de Le Blanc.

## Demografía
| 323 | 254 | 223 | 235 | 244 | 256 |
| Para los censos de 1962 a 1999 la población legal corresponde a la población sin duplicidades (Fuente: INSEE [Consultar]) |     |     |     |     |     |